# Costa de Oro danesa
La Costa de Oro danesa era una parte de la Costa de Oro (que en la actualidad pertenece a Ghana), en el golfo de Guinea que fue colonizada por los daneses, primero de forma indirecta por la Compañía Danesa de las Indias Occidentales (una compañía por acciones), para pasar posteriormente a ser una colonia de la Corona danesa.

## Historia
Desde 1658 los daneses levantaron diversos establecimientos al este de la Costa de Oro:
- Fort Fredensborg (actual Ningo: 1734-marzo de 1850).
- Fort Christiansborg (Acra, distrito de Osu: 1658-abril de 1659, 1661-diciembre de 1680, febrero de 1683-1693, 1694-1850).
- Fort Augustaborg (actual Tshe: 1787-marzo de 1850).
- Fort Prinsensten (actual Keta: 1780-12 de marzo de 1850).
- Fort Kongensten (actual Ada: 1784-marzo de 1850).
- Fort Karlsborg (febrero de 1658-16 de abril de 1659, 22 de abril de 1663 - 3 de mayo de 1664).
- Cong (actual Cong Height: 1659-24 de abril de 1661).
- Fort Frederiksborg (actual Amanfro: 1659-16 de abril de 1685).

El 20 de abril de 1663 tomaron posesión de Fort Fredensborg y Fort Karlsborg completando así la anexión de la Costa de Oro Sueca. Entre 1674 y 1755 los establecimientos fueron administrados por la Compañía Danesa de las Indias Occidentales. Entre diciembre de 1680 y el 29 de agosto de 1682 los portugueses ocuparon Fort Christiansborg.
En 1750 pasó a ser una colonia dependiente directamente de la Corona. De 1782 a 1785 fue ocupada por los británicos. 
Siguiendo el decreto de 1792 que abolía la participación de Dinamarca en la trata transatlántica de esclavos (implementado en 1803), el propósito de sus fortalezas en la costa de Guinea se volvió incierto. Anteriormente, estos puestos de avanzada habían servido únicamente para la trata de esclavos, sin un impacto real más allá de actividades comerciales aisladas. Los planificadores coloniales, al reconocer su conocimiento limitado de los territorios circundantes (como lo evidencian las solicitudes de información detallada), buscaron navegar por un nuevo panorama. Este cambio coincidió con el creciente sentimiento abolicionista y el deseo de establecer colonias de plantación en África para producir productos tropicales como el azúcar y el café.
Surgió un debate sobre los lugares más adecuados para estos nuevos esfuerzos agrícolas. La fértil región del río Volta y las colinas de Akuapem emergieron como favoritas, y el Consejo de la Costa de Guinea incluso se resistió a las órdenes de cerrar los fuertes periféricos, temiendo consecuencias negativas para el comercio y la seguridad. La Comisión de Comercio de Esclavos finalmente favoreció la región de Volta para las plantaciones, al tiempo que rescindía la orden de cierre en 1799. Este ida y vuelta ilustra la continua incertidumbre en torno al futuro de los fuertes y los desafíos que enfrentó Dinamarca para adaptar su estrategia colonial tras la abolición de la trata de esclavos.
Los desacuerdos internos dentro de la administración danesa complicaron aún más el futuro de los fuertes. Las evaluaciones de Peter Thonning y el gobernador Wrisberg revelaron puntos de vista opuestos sobre los proyectos de plantación interior y costera. El Consejo Costero incluso sugirió una continuación temporal de la trata de esclavos para facilitar el establecimiento de estas empresas. Esto refleja los desafíos que enfrentó Dinamarca: conocimiento geográfico limitado, desacuerdos internos sobre la estrategia y el impacto de las Guerras Napoleónicas, que obstaculizaron aún más los esfuerzos coloniales.
En el período posterior a la guerra napoleónica, Peter Thonning, ahora centrado en la reducción de costos, propuso nuevas fortificaciones interiores. Este cambio refleja las continuas dificultades de Dinamarca para adaptar su estrategia colonial sin la trata de esclavos. Figuras como Thonning imaginaban empresas de plantaciones interiores que requerían buenas relaciones con poderosos estados africanos como Asante. Otros, sin embargo, abogaban por un papel más limitado de los fuertes, centrándose en el comercio y la defensa.
La Comisión de Guinea, dirigida por Thonning, exploró las colonias del interior, pero finalmente no logró convencer a un gobierno danés preocupado por los costos. El rey Christian VIII incluso intentó vender los fuertes por completo [66]. La llegada del gobernador Carstensen en 1842 reavivó brevemente el interés en un enfoque colonial más activo, con plantaciones en Akuapem y visitas anuales de buques de guerra para proyectar poder. Sin embargo, el entusiasmo menguante de Dinamarca por el colonialismo y las limitaciones financieras finalmente llevaron a la venta de los fuertes a Gran Bretaña en 1850, marcando el fin de sus ambiciones coloniales en África. Este período revela las luchas internas dentro de la administración danesa y las ambiciones no cumplidas que marcaron la breve incursión de Dinamarca en el colonialismo africano.
El 30 de marzo de 1850 todos los establecimientos de la Costa de Oro Danesa fueron vendidos a Gran Bretaña e incorporados a la Costa de Oro Británica.
El título del administrador colonial danés fue el de Opperhoofd desde 1658, y solo desde 1766 pasó a denominarse gobernador.